# Угвалі
Угвалі (груз. უღვალი) — село в Грузії.
За даними перепису населення 2014 року в селі проживає 5 осіб.